# Needmore (Pensilvania)
Needmore es un lugar designado por el censo ubicado en el condado de Fulton en el estado estadounidense de Pensilvania. En el Censo de 2010 tenía una población de 170 habitantes y una densidad poblacional de 234,74 personas por km².

## Geografía
Needmore se encuentra ubicado en las coordenadas 39°50′51″N 78°8′35″O / 39.84750, -78.14306. Según la Oficina del Censo de los Estados Unidos, Needmore tiene una superficie total de 1.17 km², de la cual 1.17 km² corresponden a tierra firme y (0%) 0 km² es agua.

## Demografía
Según el censo de 2010, había 170 personas residiendo en Needmore. La densidad de población era de 234,74 hab./km². De los 170 habitantes, Needmore estaba compuesto por el 98.24% blancos, el 0% eran afroamericanos, el 0% eran amerindios, el 0% eran asiáticos, el 0% eran isleños del Pacífico, el 0% eran de otras razas y el 1.76% pertenecían a dos o más razas. Del total de la población el 0.59% eran hispanos o latinos de cualquier raza.